# 梅拉妮·霍夫曼
梅拉妮·霍夫曼（德語：Melanie Hoffmann，1974年11月29日—），德国女子足球运动员，场上位置是中场。她曾代表德国国家队参加2000年夏季奥林匹克运动会足球比赛，获得一枚铜牌。